# 2013年の交通
2013年の交通（2013ねんのこうつう）とは、2013年（平成25年）に起こった交通関係の出来事をまとめたページである。
2012年の交通 - 2013年の交通 - 2014年の交通

## 出来事の一覧

### 3月
- 25日
  - （運行開始）  日立電鉄交通サービスの「ひたちBRT」が、運行開始[1][2]。

### 4月
- 1日
  - （運航会社変更）  松山・小倉フェリー（石崎汽船の子会社）が、これまでフェリーさんふらわあが運航してきた松山 - 小倉間のフェリー航路を継承[3]。
- 12日
  - （路線認定）  駿河湾フェリー（清水港 - 土肥港）の航路が「静岡県道223号清水港土肥線」に認定。
- 18日
  - （就航）  津軽海峡フェリー（函館 - 大間）に「大函丸」が就航[4]。

### 5月
- 27日
  - （火災） バハマ船籍の大型客船「グランジャー・オブ・ザ・シーズ」で航行中に火災[5]。

### 6月
- 17日
  - （事故） 商船三井が運航するコンテナ船「MOL COMFORT」がインド洋を航海中に船体中央部に亀裂が入り前後2つに破断、その後双方とも沈没した[6][7][8][9]。

- 22日
  - （ICカード導入・片利用開始）  JR北海道バス、北海道中央バス、じょうてつバス、及び札幌市電に「SAPICA」を導入、10の交通系ICカードとの片利用を開始した[10]。
- 30日
  - （就航）  川崎近海汽船 八戸 - 苫小牧航路に「シルバーエイト」が就航[11]。

### 7月
- 1日
  - （退役）  日本チャータークルーズの「ふじ丸」が退役[12][13]。

### 8月
- 1日
  - （ツアー制度改訂）  新高速乗合バス制度に移行。これにより、高速ツアーバス制度は廃止された[14]。
- 16日
  - （事故）  フィリピンセブ島沖でフェリー「トマス・アクィナス」が貨物船と衝突し、沈没。30人以上が死亡[15]。
- 25日
  - （不祥事）  西鉄観光バス 北九州支社のバス乗務員が酒気検査で不正を行い、酒気帯び運転で乗客を乗せて運行していた[16]、9月25日付けで関与者8名を懲戒解雇[17]。
- 28日
  - （処分）  横浜市交通局の市営バスの不祥事21件の処分を出した。内2名は酒気帯び出勤による停職の懲戒処分[18]。

### 10月
- 3日
  - （事故）  イタリア南部のランペドゥーザ島沖で、難民を乗せた船で火災が発生し、転覆。少なくとも287人が死亡した。

- 28日
  - （テロ事件）  中国北京市で車が長安街（街路）の歩道に突っ込み、天安門前の橋に衝突し炎上[19][20]。このテロにより自動車の運転手を含む計5人が死亡し、38人が負傷した[19]。

### 11月
- 13日
  - （海運）  「海賊多発海域における日本船舶の警備に関する特別措置法」が成立[21]。

### 12月
- 4日
  - （法律制定）  交通政策基本法（平成25年12月4日法律第92号）公布、施行[22]。
- 25日
  - （発表）  首都高速道路株式会社が、合計63km、6,300億円にのぼる首都高速の大規模更新・大規模修繕計画の概略を発表[23]。